# Cathédrale Saint-Nazaire-et-Saint-Celse de Béziers
La cathédrale Saint-Nazaire-et-Saint-Celse est une église de style gothique située à Béziers dans le département français de l'Hérault et la région Occitanie. La cathédrale est édifiée dans la partie ouest de l’ancienne ville médiévale, sur un large promontoire qui domine la plaine de l’Orb au même niveau que le lycée Henri-IV (1598) ; l'ensemble étant bâti sur les contreforts des anciens remparts de la cité héraultaise. Le point de vue permet d'embrasser du regard la plaine du Languedoc et ses villages alentour jusqu'aux massifs de la montagne Noire, du Caroux et des Pyrénées se profilant à l'horizon.
La cathédrale fait l'objet d’un classement au titre des monuments historiques par la liste de 1840.

## Historique de la construction
La cathédrale est dédiée aux saints Nazaire et Celse. Une église romane et un ancien cimetière existaient à l'emplacement de l'actuelle cathédrale. Elle est construite à l'emplacement d'un ancien temple romain dédié à Auguste et sa femme Livie.
Un écrit mentionne l'existence d'un édifice dès le VIIIe siècle. Lors du sac de Béziers, le 22 juillet 1209, un incendie provoqua la destruction entière de l'édifice roman, œuvre de Maître Gervais ; certains vestiges restent visibles dans la cathédrale gothique.
Les travaux de reconstruction de la cathédrale débutèrent au milieu du XIIIe siècle.

## L'extérieur de l'édifice

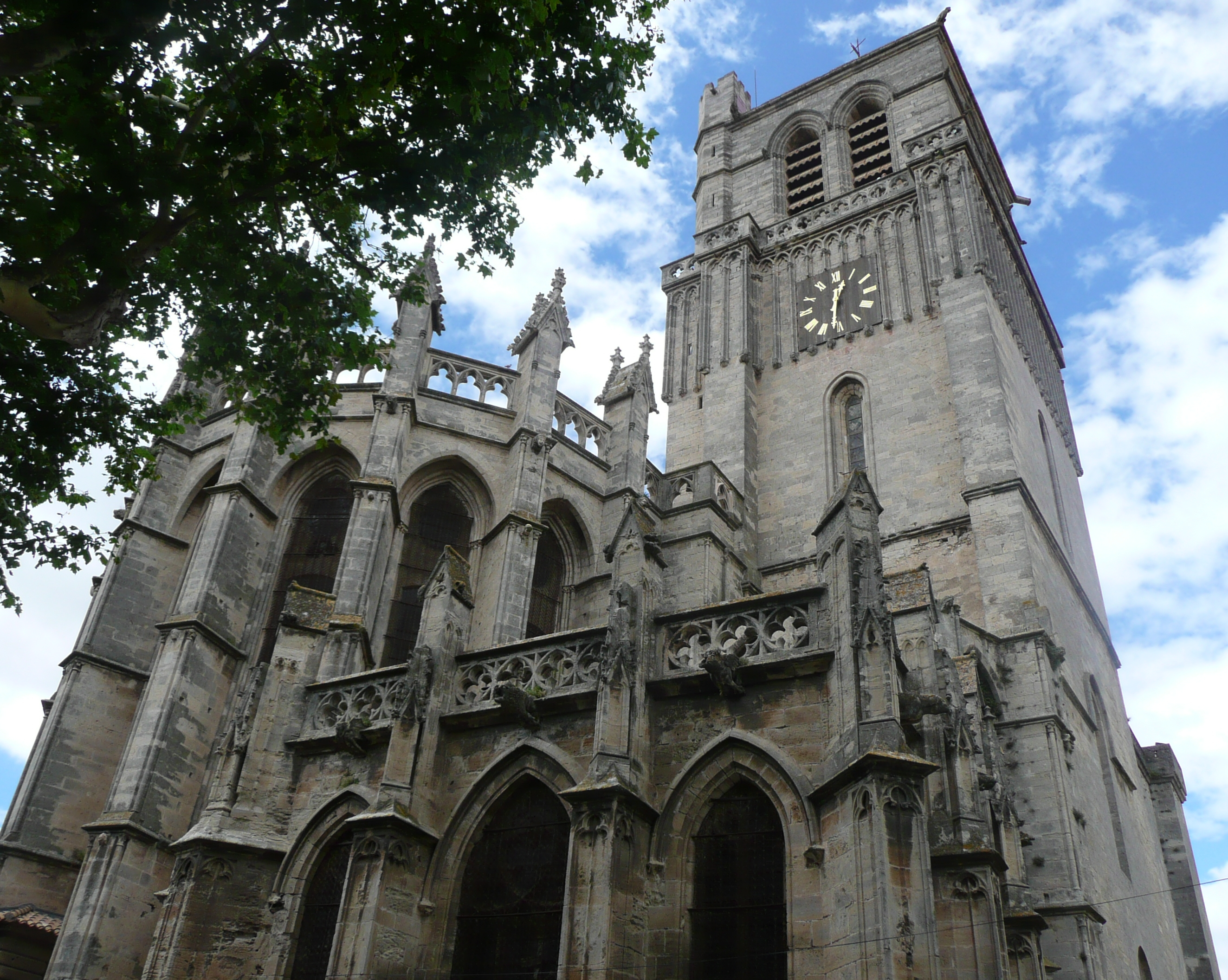
De gauche à droite : l'abside, la sacristie, et la tour-clocher.
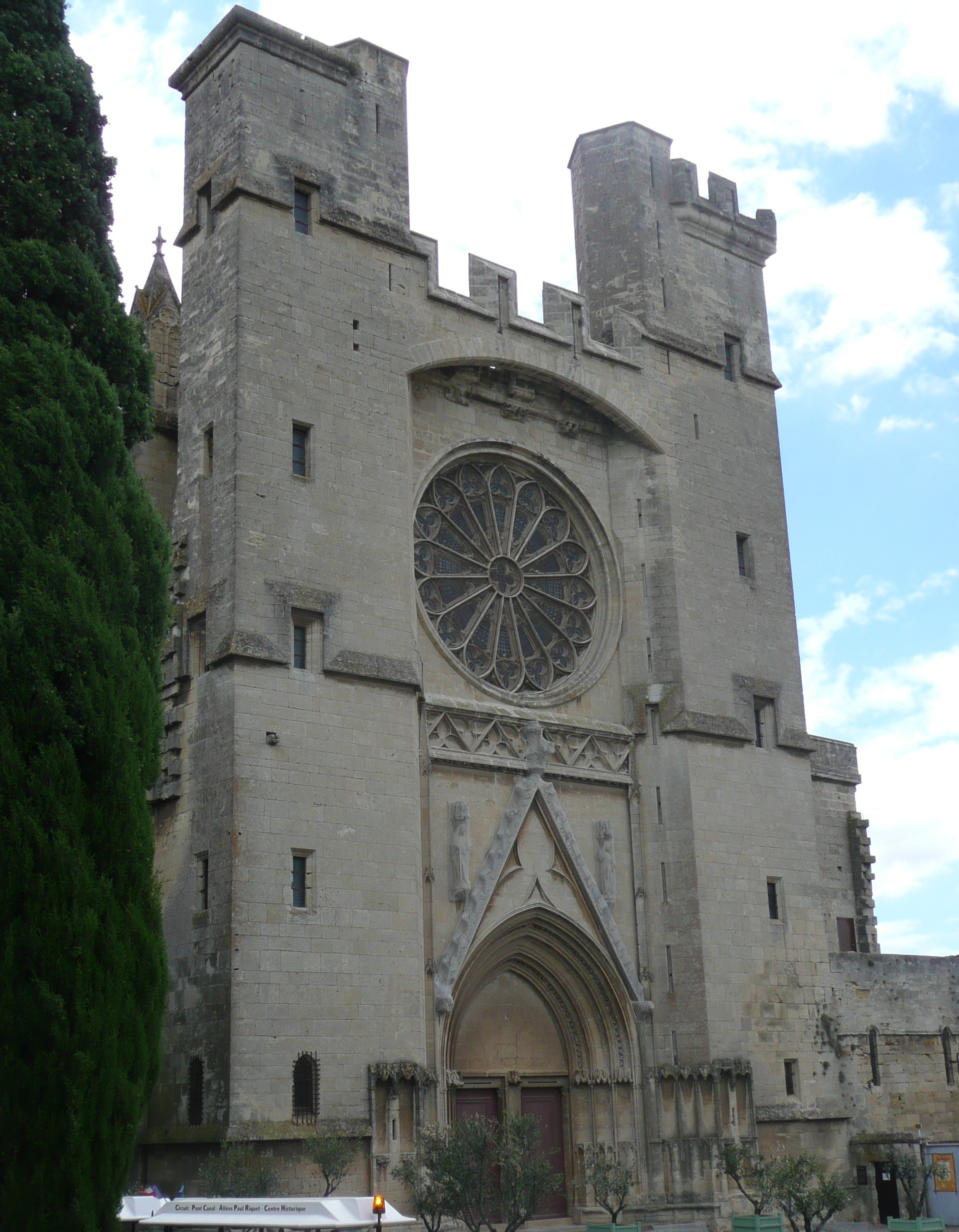
Façade occidentale avec le portail à double porte inutilisé de nos jours.
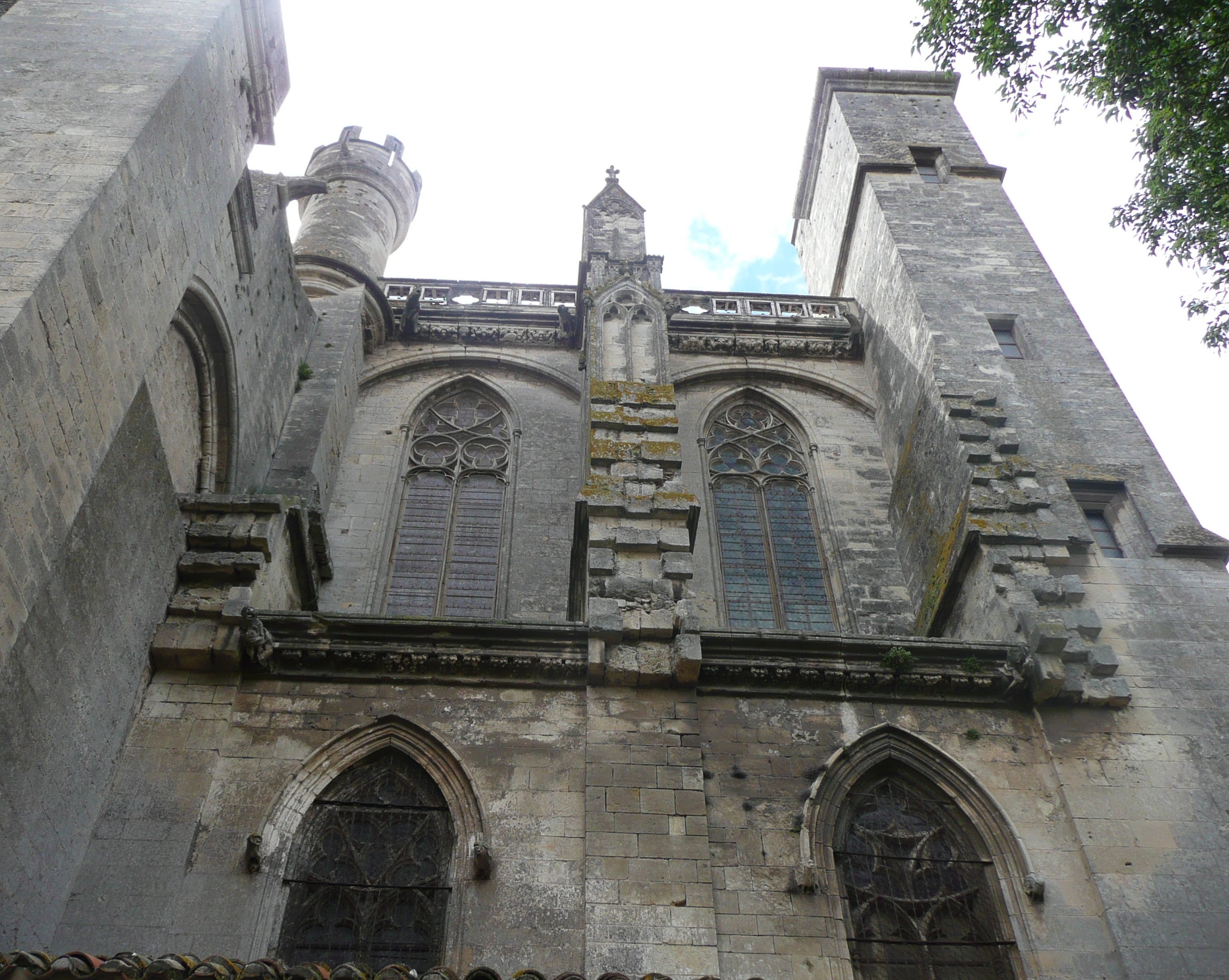
Mur nord de la nef en partant de la façade ouest.
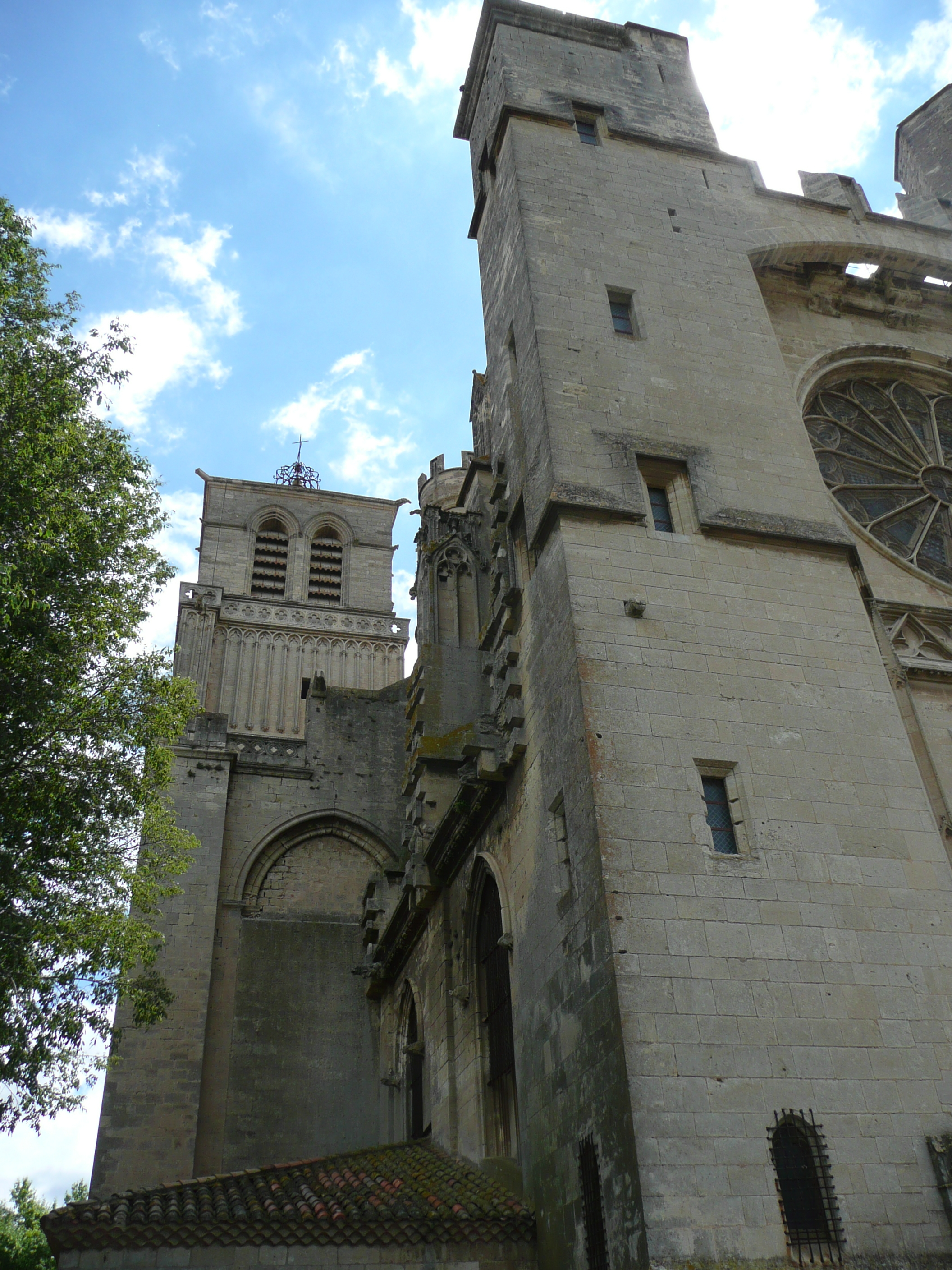
Façade ouest et en enfilade la tour-clocher.
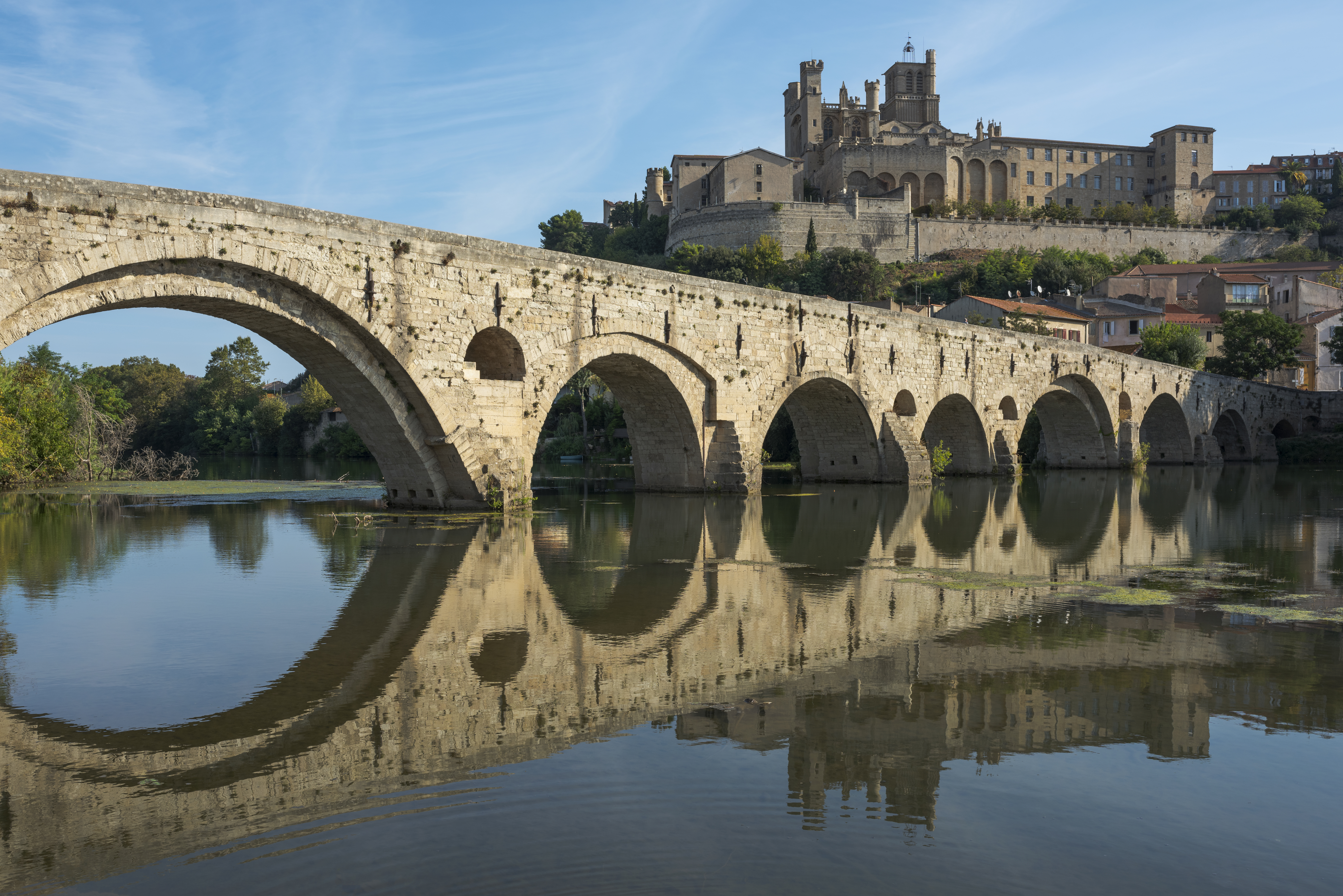
Façade sud depuis l'autre berge de l'Orb, ainsi que le Pont Vieux de Béziers.

### Aspect général
La cathédrale est dominée par une tour carrée de 48 mètres de hauteur surmontée d'une tourelle abritant un campanile en fer comportant une cloche de la fin du XVIIIe siècle. La partie supérieure (du XVe siècle) est ornée de colonnes dont chacune des bases représente un visage humain. Le clocher renferme un bourdon (du nom de Marie) de 4 tonnes fondu par François Granier, deuxième cloche de la région par son importance après le bourdon de la cathédrale de Montpellier.
De nombreuses gargouilles, certaines nécessitant un projet de rénovation, ornent les murs de la cathédrale. Des grilles de ferronnerie richement ouvragées du XIVe siècle protègent les vitraux du chœur.

### Sacristie
La sacristie construite sous Guillaume de Montjoie, qui jouxte l'abside, plus basse que cette dernière, date du XVe siècle. Elle possède une balustrade. Les grilles en fer forgé datent du XIIIe siècle.

### Façades
La façade ouest de l'édifice domine l'Orb.
La façade est surmontée de deux tours et d'un ensemble de créneaux. Une tour ronde est placée en retrait, véritable tour de guet avec des créneaux. La façade est ornée d'une rosace de 10 mètres de diamètre. En dessous, se trouve le portail d'entrée (qui n'est plus utilisé aujourd'hui) surmonté d'un mâchicoulis. Les sculptures de la façade ont presque toutes été détruites. Il ne reste que deux statues situées de part et d'autre du portail, représentant la synagogue et l'Église du Christ (Ecclesia et Synagoga).
Sur la façade nord du transept, se trouve la porte d'entrée (créée au XVIIe siècle), surmontée d'un linteau de bois qui évoque le martyre des saints Nazaire et Celse.

## L'intérieur de la cathédrale

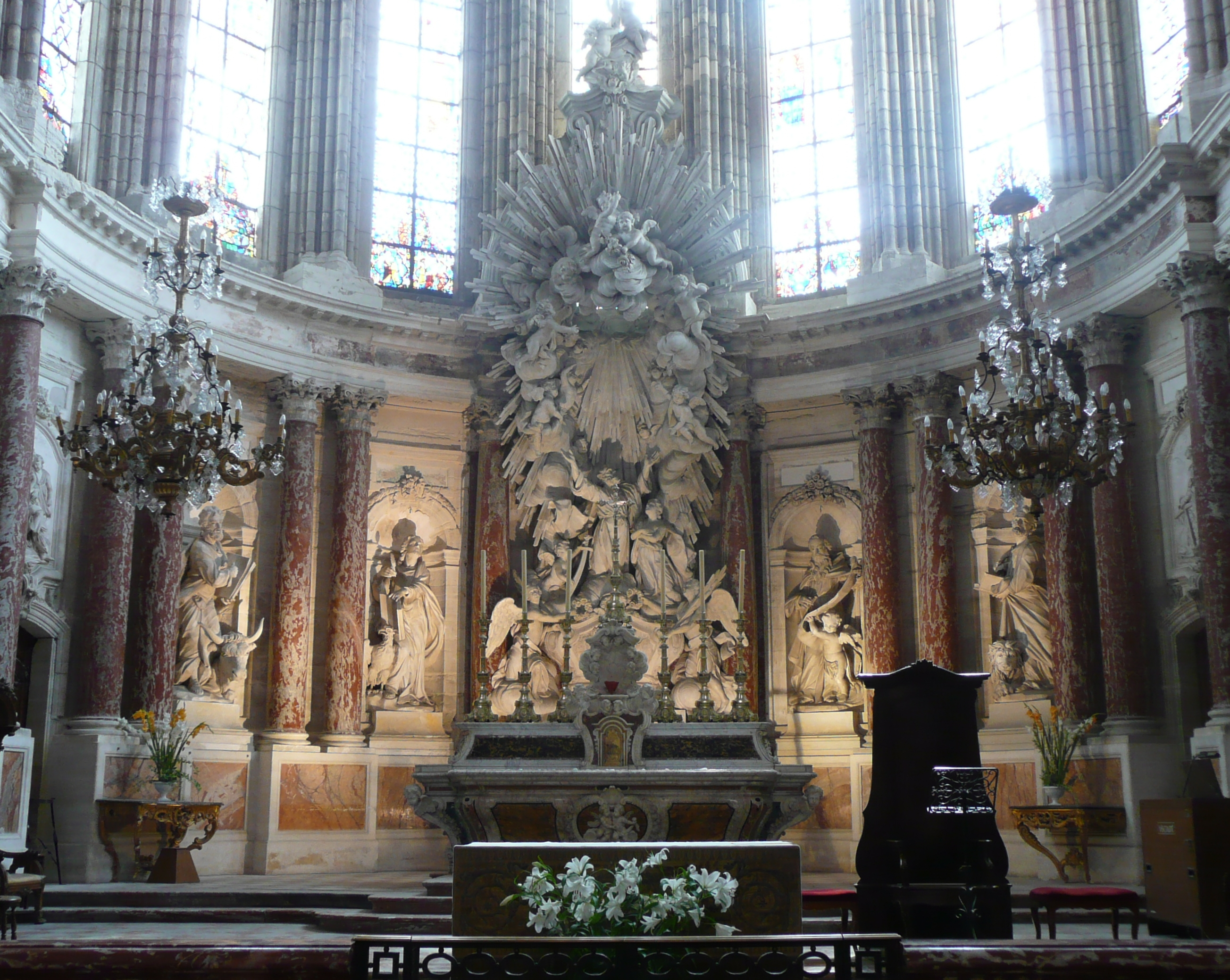
Vue d'ensemble du chœur baroque.
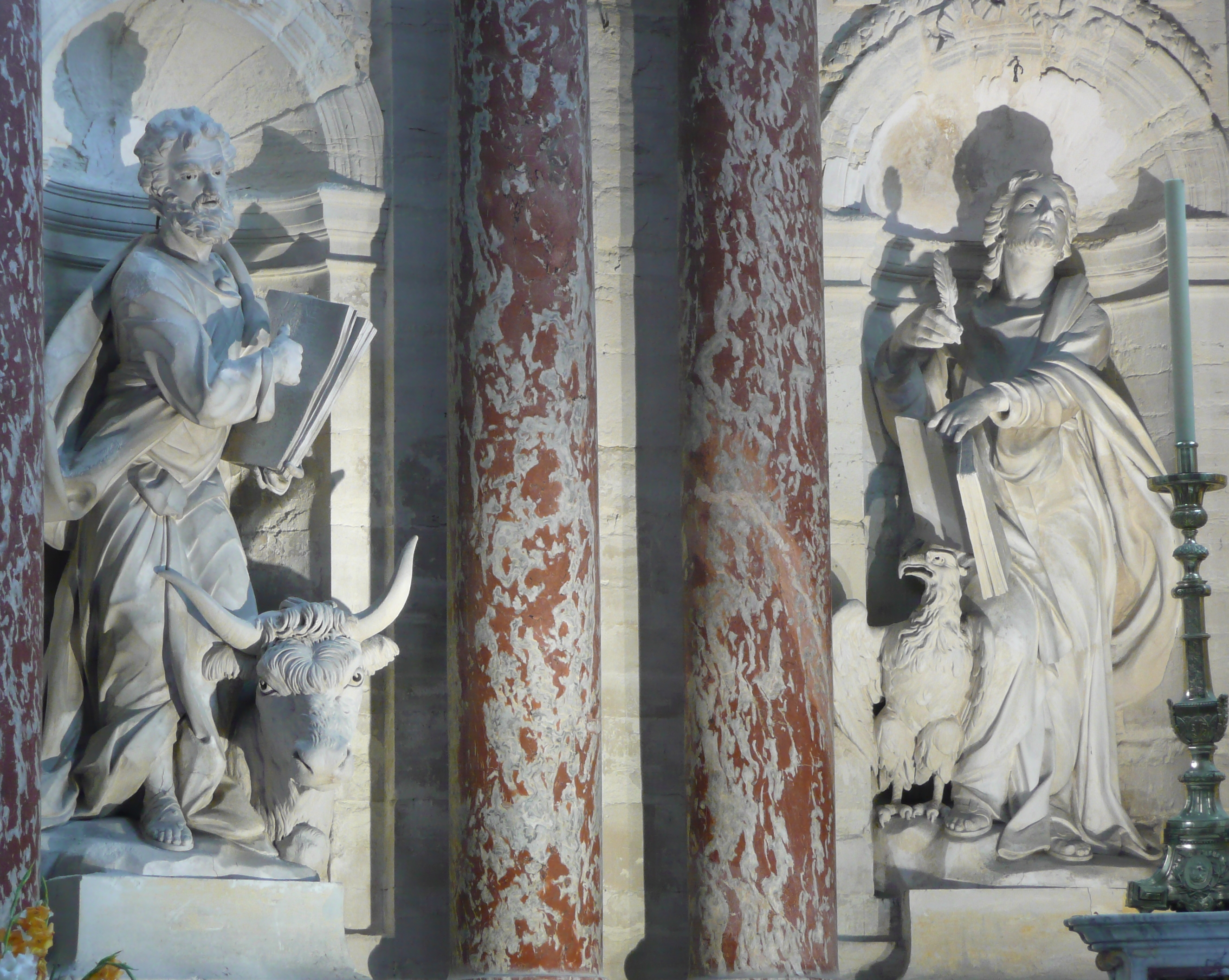
Évangélistes tétramorphes : saint Luc et saint Jean.
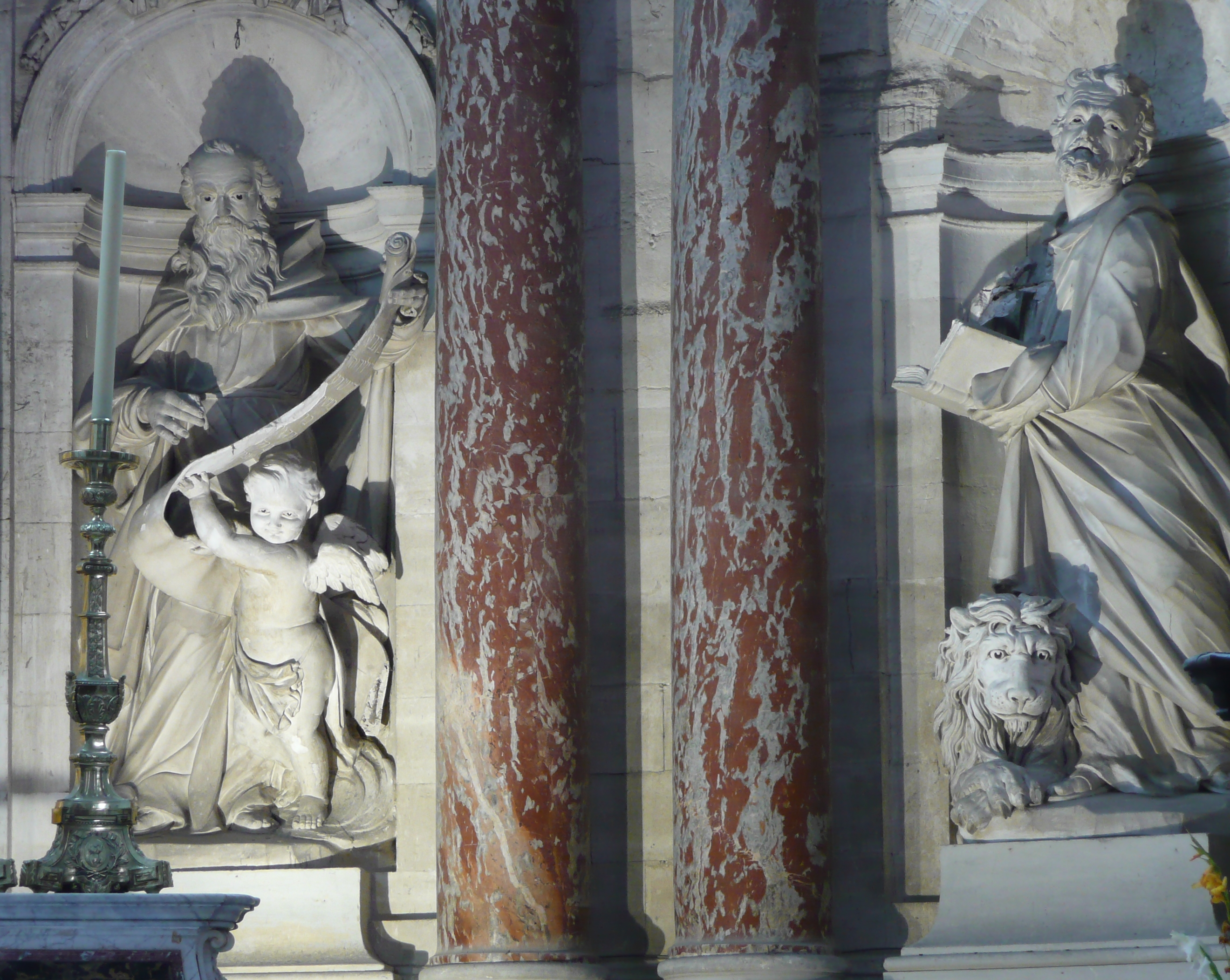
Évangélistes tétramorphes : saint Matthieu et saint Marc.
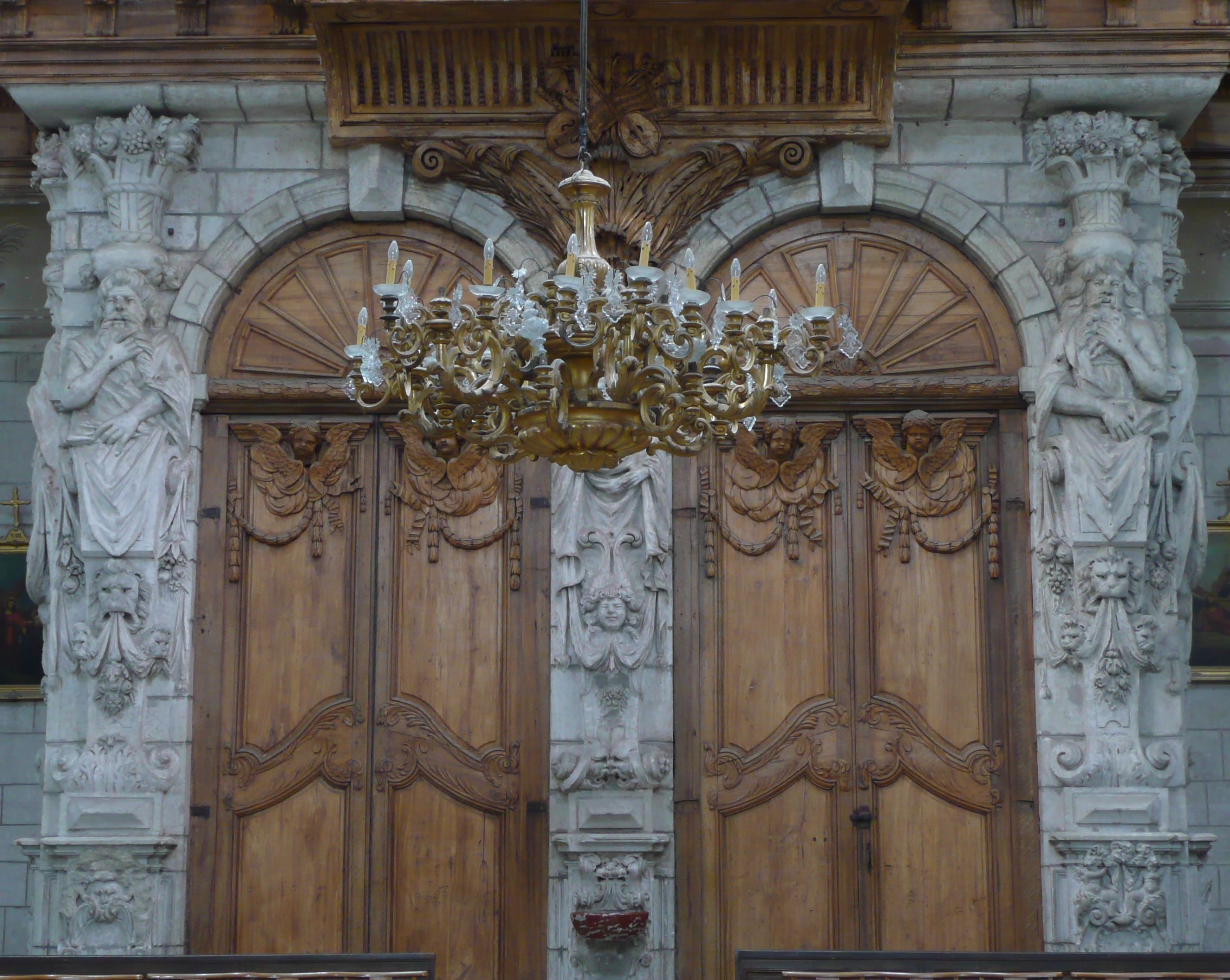
Sous le positif dorsal de l'orgue le portail occidental à double porte.

### Dimensions
L'intérieur de la cathédrale forme une croix grecque. L'édifice mesure :
- 50 mètres de long,
- la nef 14 mètres de large.
- Largeur du transept : 33 mètres.
- Hauteur maximale de la voûte de la nef : 32 mètres.

### Détails intérieurs
À l'intérieur, on peut trouver :
- des colonnes et des chapiteaux romans, vestiges de la cathédrale romane. La majorité des colonnes date de la période gothique. Les arcs doubleaux qui soutiennent la voûte sont du XIVe siècle.
- les appuis des tribunes, situées dans la nef, près du chœur, présentent des frises à triglyphes et métopes. Ces frises sont des imitations de style gallo-romain dégénéré, datant de l'époque romane (XIIe siècle).
- le chœur renferme d'anciens vitraux de l'âge gothique[3]. Il a été profondément remanié au XVIIIe siècle dans le style baroque avec une colonnade de marbre rouge longeant le mur de l'abside et encadrant les statues des quatre évangélistes, une gloire en staff et un autel en marbre polychrome[4],[5].

Au-dessus des stalles, on remarque six grands tableaux. Trois d'entre eux sont signés Thierry et représentent des scènes de la vie de Moïse ; les trois autres sont des œuvres du peintre montpelliérain Raoux,,, et montrent des scènes de la vie de Constantin et de sa mère, sainte Hélène.
- la sacristie, construite en 1443, par l'évêque Guillaume de Montjoie, en même temps que la salle capitulaire.
- les murs sont en partie recouverts de fresques anciennes, remises en état en 1917. Ces fresques ont été gravement endommagées lors des guerres de Religion, puis enduites d'un badigeon qu'il a fallu enlever par la suite. Elles sont datées des XIVe et XVe siècles et ornent les murs de nombreuses chapelles[9] (la chapelle du Saint-Esprit et la chapelle des Morts notamment).
- la grande rosace, d'un diamètre de dix mètres.

La cathédrale comporte une crypte du début du XIIIe siècle, accessible par un escalier dans le bas-côté gauche.

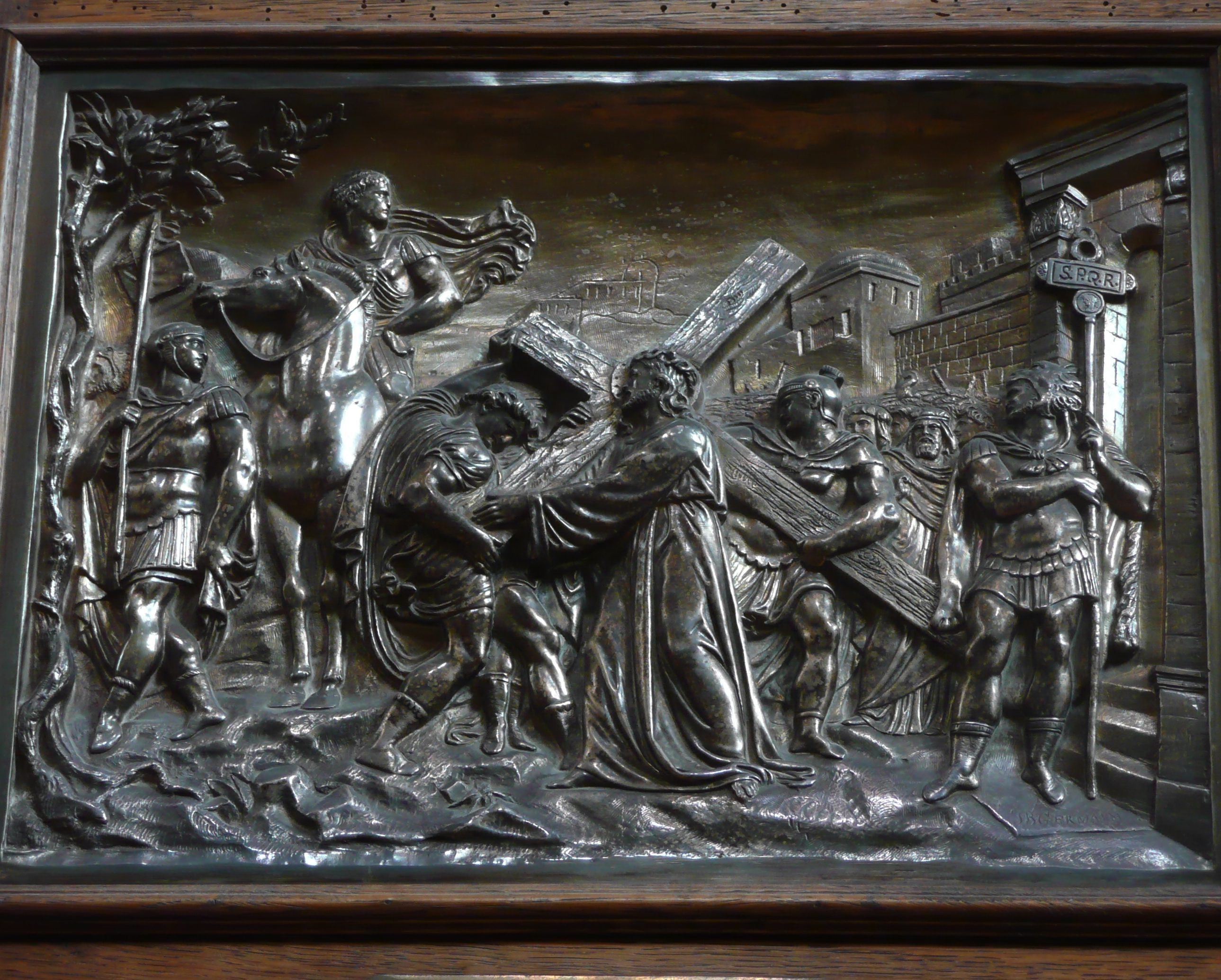
Une des stations du chemin de croix.
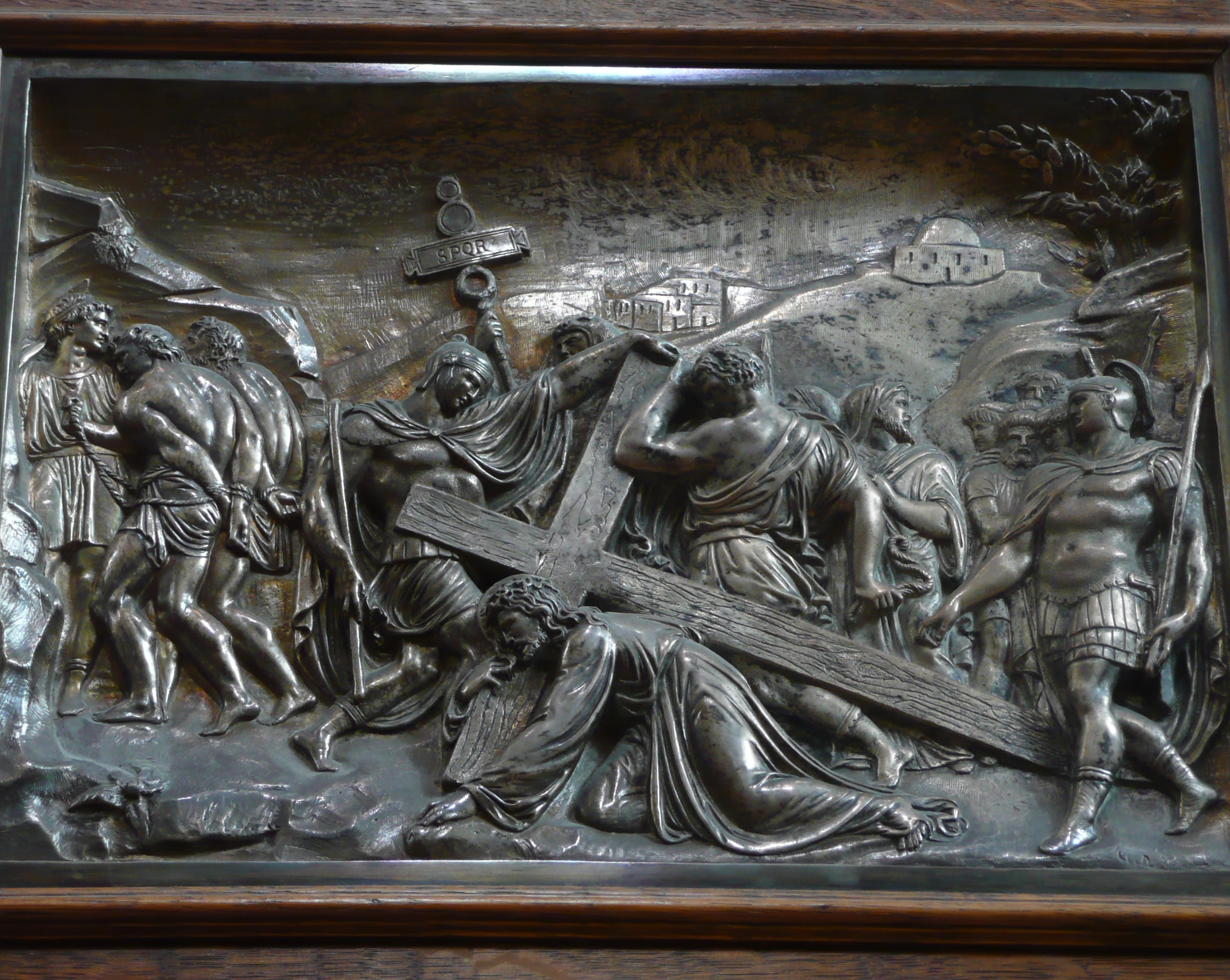
Une autre des stations.

## Le cloître
Le cloître, inachevé, jouxte la cathédrale au sud. La galerie supérieure ne fut jamais construite. Les sculptures des voûtes datent du XIVe siècle. La fontaine ornant son centre occupe maintenant la place de la Révolution. Le cloître abrite les restes d'une collection lapidaire dont les plus belles pièces ont été transférées au Musée du Biterrois. Il reste toutefois posé au sol un buste de statue romaine et, présentées sur les murs, quelques statues d'art sacré. Scellés dans ces murs, on peut remarquer particulièrement des éléments d'épigraphie médiévale et moderne et des pierres tombales, ainsi que deux fragments de sarcophage tardo-antique typiques des ateliers aquitains.
En contrebas du cloître se trouve le jardin de l'Évêché. De ce jardin, il y a un panorama qui permet d'embrasser la plaine de l'Orb, les ponts (Pont-Vieux datant du XIIIe siècle, Pont-Neuf, pont-canal) et les écluses de Fonserannes.
Le 11 juillet 1769, Barbe Marguerite d'Igny de Risaucourt, baronne de Guerpont et de Silmon, comtesse de Risaucourt, princesse du Saint-Empire, veuve d'Antoine de Bastard-Saint-Denis de Guerpont, capitaine d'infanterie, chevalier de l'Ordre de Saint-Louis, âgée de 80 ans, est enterrée dans le cloître de la cathédrale par le père Bellet, en présence de maître Joseph Gallet, prêtre de Saint-Nazaire de Béziers, et de maître Barthélémi Augier, prêtre prébendier.

## Le grand orgue

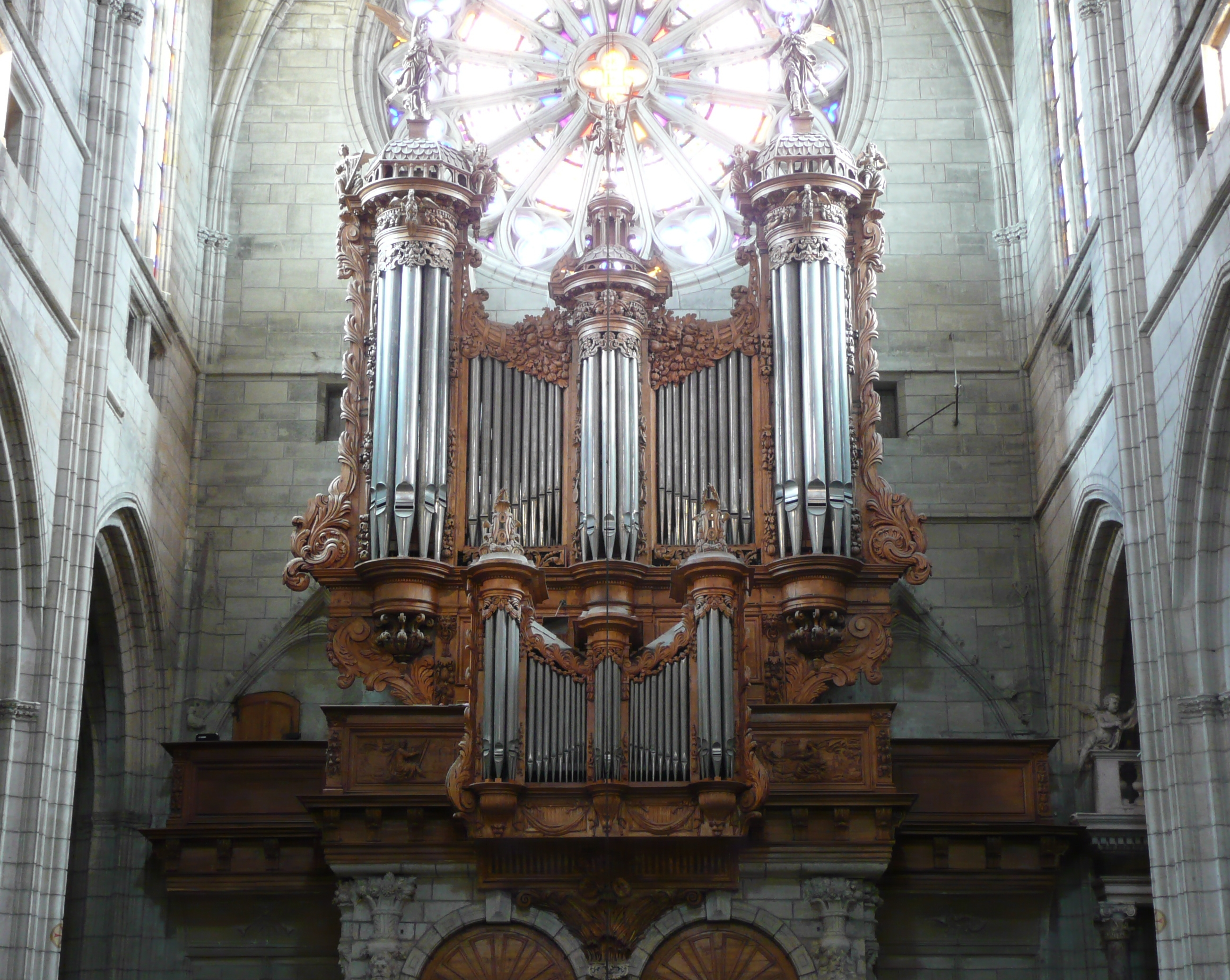
Le buffet de l'orgue remontant à l'instrument construit en 1633 par le flamand Guillaume Poncher.

Le grand orgue est installé sur une tribune, à l'extrémité de la nef, dont le buffet, de style Louis XIII et œuvre de Guillaume Martois, date du XVIIe siècle. 
La partie instrumentale date pour partie des XVIIe et XVIIIe siècles (Guillaume Poncher 1633, Jean de Joyeuse 1678 et Joseph Isnard 1785) et pour une autre partie du XIXe siècle (reconstruction en 1868 par Théodore Puget modifiant totalement l'harmonisation, c'est-à-dire la sonorité générale de l'instrument, pour la rendre conforme au goût romantique). 
Cet instrument a été restauré en 1993,. 

## Les cloches
Le clocher de la cathédrale de Béziers possède en total six cloches, dont une cloche de tintement coulée en 1788 par Claude Brenel dans un campanile en fer forgé dans le toit du clocher. Autres cinq cloches sonnent à la volée, dont quatre en volée rétrograde avec le joug en fonte cintrée et un en lancé-franc avec le joug en poutrelle, donc il s'agit de la petite cloche Bernadette. Les cloches sont disposées dans un beffroi métallique à l'intérieur du clocher.

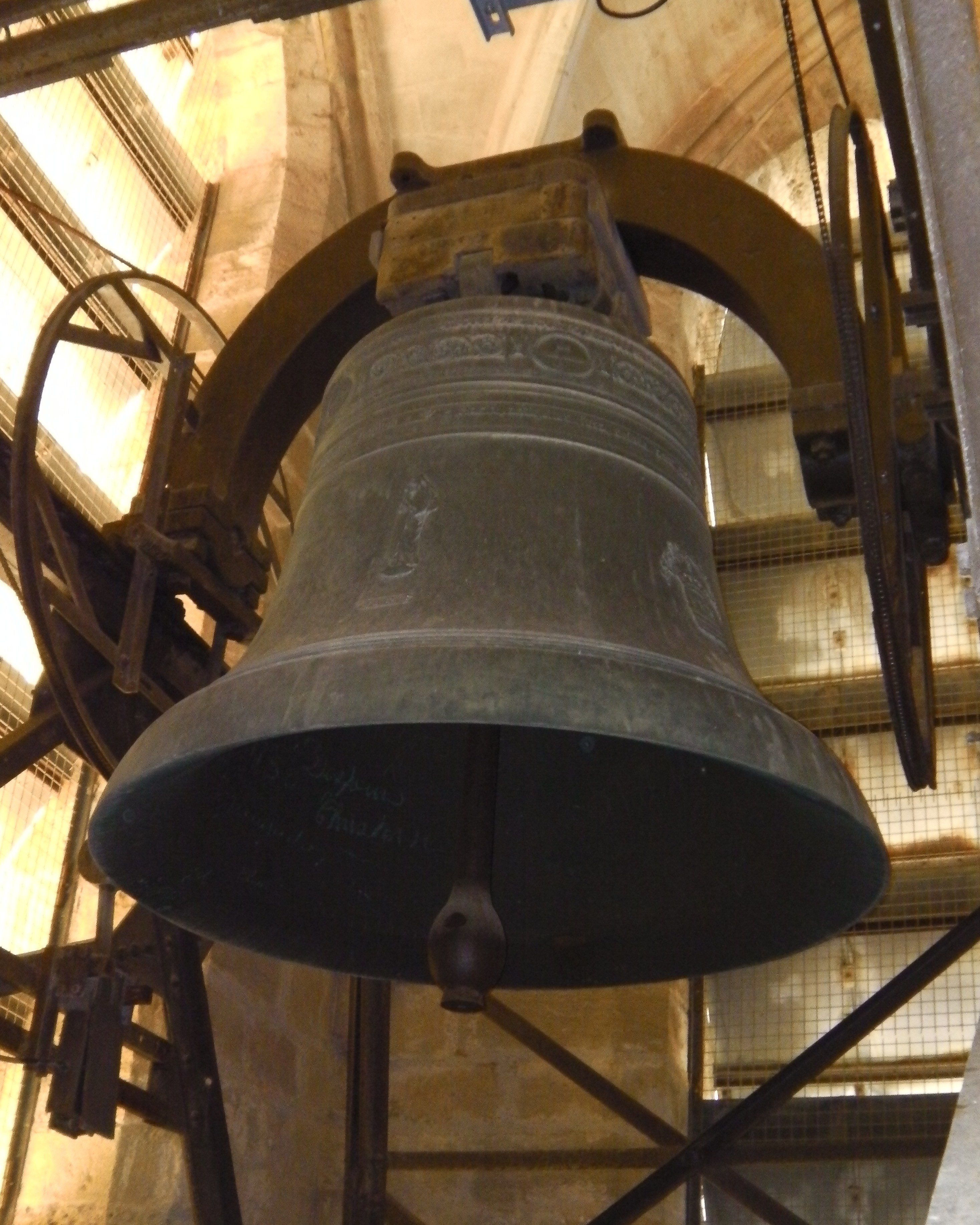
Marie, le bourdon de la cathédrale fondu en 1939 par la fonderie Granier, note : la#2, masse : 3 958 kg.
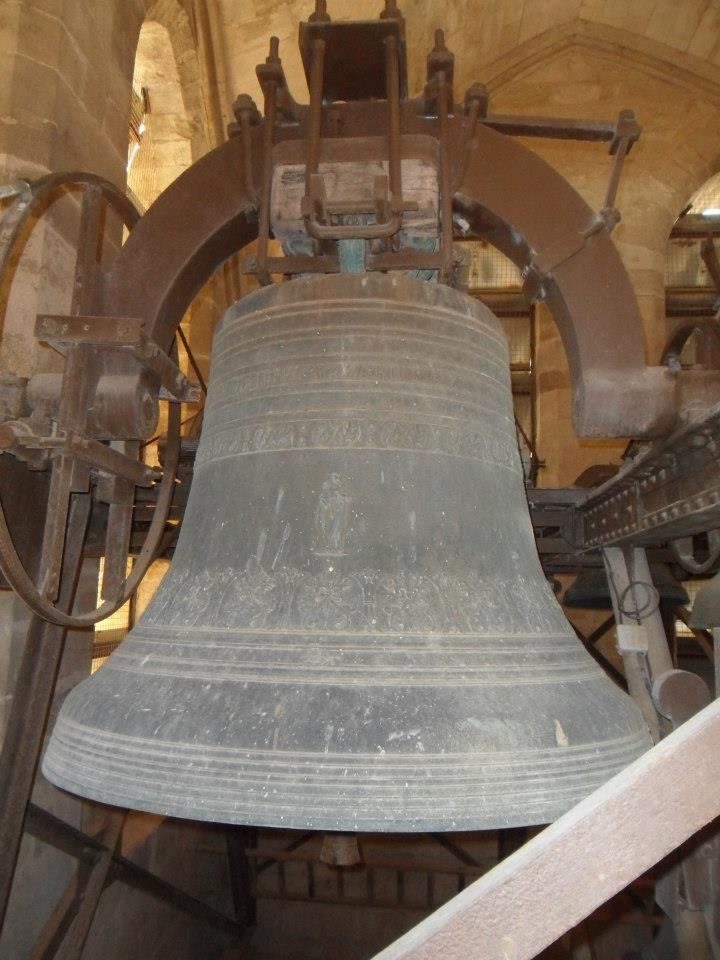
Cloche Alexandrine fondue en 1892 par Burdin-Aîné, note : do#3, masse : 1 885 kg.
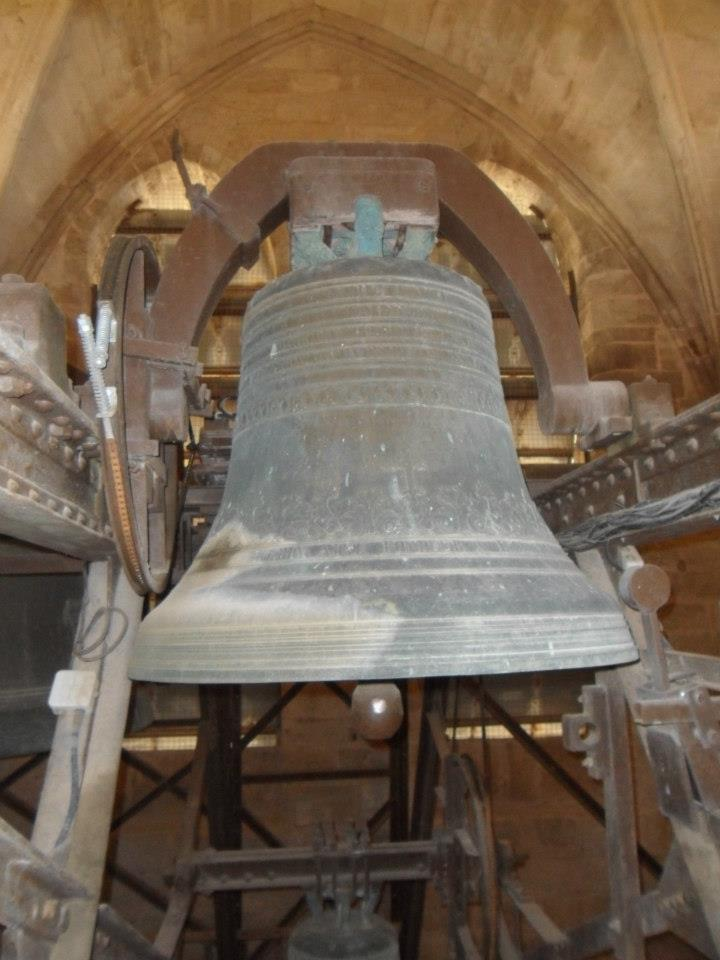
Cloche Gabrielle fondue en 1893 par Burdin-Aîné, note : fa#3, masse : 752 kg.
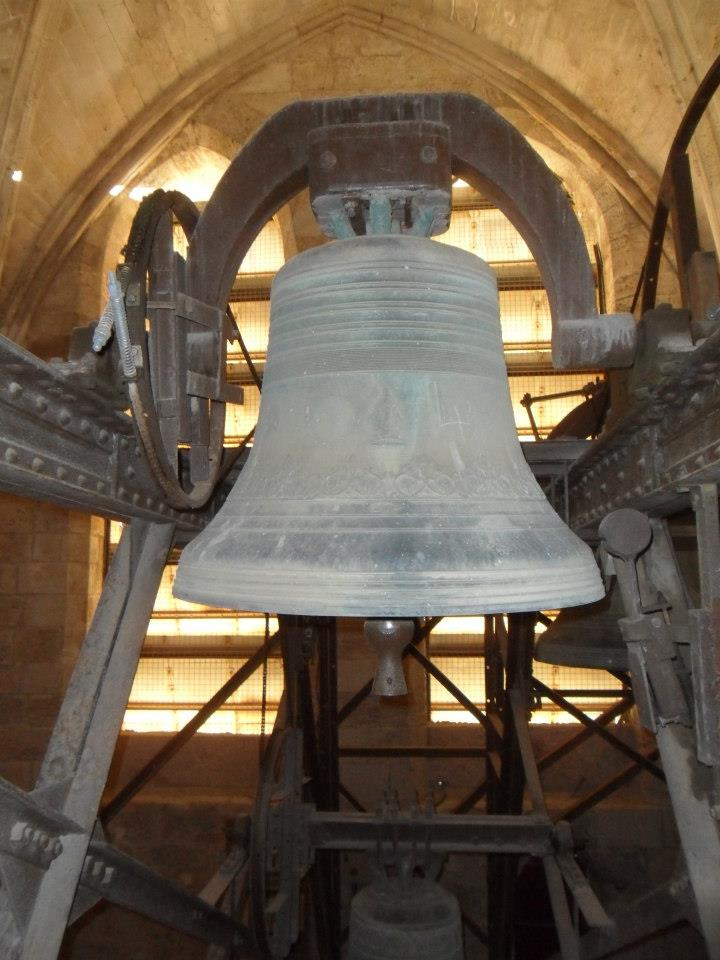
Cloche Isabelle fondue en 1893 par Burdin-Aîné, note : la#3, masse : 411 kg.
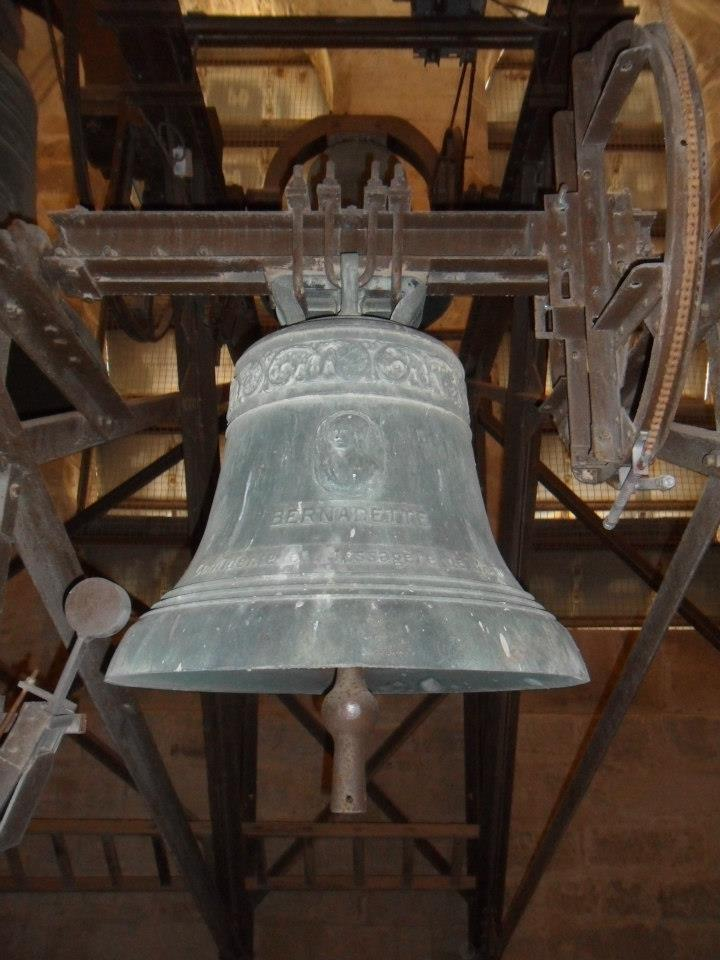
Bernadette, cloche no 5 fondue en 1939 par Granier, note : do#4, masse : 193 kg.